# فصل برداشت: دوستان شهر ماینرال
فصل برداشت: دوستان شهر ماینرال (به انگلیسی: Harvest Moon: Friends of Mineral Town) و (به ژاپنی: 牧場物語 ミネラルタウンのなかまたち) یکی از بازی‌های در سبک شبیه‌سازی مزرعه است که توسط شرکت پک-این-ویدئو و ناتسومه طراحی و ساخته شد. این بازی که در سری بازی‌های داستان فصل‌ها قرار دارد، برای نخستین بار در ۱۸ آوریل ۲۰۰۳ در ژاپن عرضه شد. این بازی در ۱۷ نوامبر ۲۰۰۳ و ۲۶ مارس ۲۰۰۴، به ترتیب در ایالات متحده آمریکا و کشورهای حوزه اتحادیه اروپا نیز منتشر گشت. بازی برای کنسول بازی دستی گیم بوی ادوانس طرّاحی و ساخته شده است.
این بازی، درحقیقت طراحی مجدد بازی بازگشت به طبیعت است که برای کنسول گیم بوی ادوانس ارائه شد.

## داستان
داستان بازی با شخصیت اصلی که نام پیش‌فرضی ندارد آغاز می‌شود. او در کودکی به همراه خانواده‌اش برای دیدن روستا به سفر می‌رود، اما در راه گم شده و توسط پیرمردی در مزرعه شهر مینرال پیدا می‌شود. پیرمرد که تنها زندگی می‌کند، از آنها می‌خواهد چند روزی مهمانش باشند. در این مدت، پسرک با دختری از روستا دوست می‌شود. پس از بازگشت به شهر، او نامه‌نگاری با پیرمرد را ادامه می‌دهد تا اینکه یک روز نامه‌ها قطع می‌شود. وقتی بزرگ می‌شود به مزرعه بازمی‌گردد و متوجه می‌شود پیرمرد شش ماه پیش فوت کرده و مزرعه را به او بخشیده است.
بازیکن بازی را با چند ابزار ساده شروع می‌کند. برای پیشرفت باید زمین را از علف‌های هرز پاک کند، محصول بکارد، از معدن مواد استخراج کند یا از طبیعت مواد جمع‌آوری کند. درآمد حاصل از فروش این محصولات صرف خرید حیوانات مانند گاو، مرغ و گوسفند یا گسترش مزرعه می‌شود. هر حیوان محصول خاصی تولید می‌کند: گاو شیر می‌دهد، مرغ تخم می‌گذارد و گوسفند پشم می‌دهد که همگی قابل فروش هستند.
یکی از بخش‌های مهم بازی، تعامل با مردم روستاست. بازیکن می‌تواند با شش دختر روستا دوست شود و در نهایت با یکی از آنها ازدواج کند. با پیشرفت روابط، دستورهای آشپزی جدید یادمی‌گیرد و از داستان زندگی روستاییان مطلع می‌شود. پس از ازدواج، زوج صاحب فرزند پسر می‌شوند. حیوانات خانگی هم بخش جالبی از بازی هستند. بازیکن یک سگ دارد که در ابتدا توله است و بعد از دو ماه بزرگ می‌شود. همچنین اگر از اسبی که مردی به نام بارلی می‌آورد خوب مراقبت نکند، بعد از یک سال آن را پس می‌گیرد.
این بازی قابلیت اتصال به کنسول گیم‌کیوب و بازی هاروست مون: آوردر فول لایف را دارد. مانند دیگر نسخه‌های این سری، تغییر فصل‌ها و آب‌وهوا بر روند بازی تأثیر می‌گذارد.
موفقیت نهایی بازیکن به احیای مزرعه و تشکیل خانواده بستگی دارد. اگر در مدیریت مزرعه موفق باشد، می‌تواند زندگی شادی در روستا داشته باشد و خانوادهای تشکیل دهد.

## نسخه دخترانه
فصل برداشت: دوستان بیشتر در مینرال تاون
(با عنوان ژاپنی: 牧場物語 ミネラルタウンのなかまたち for ガール)
این بازی که در دسامبر ۲۰۰۳ در ژاپن و ژوئیه ۲۰۰۵ در آمریکای شمالی منتشر شد، نسخه زنانه بازی هاروست مون: دوستان مینرال تاون محسوب می‌شود. در این نسخه، شخصیت اصلی یک دختر است که می‌تواند با یکی از هشت پسر روستا ازدواج کند.
شروع داستان:
داستان با شخصیت اصلی که در شهر زندگی می‌کند آغاز می‌شود. او در حال خواندن روزنامه، آگهی یک مزرعه زیبا را می‌بیند و با اشتیاق به زندگی روستایی، تصمیم به خرید آن می‌گیرد. اما هنگام ورود به مزرعه متوجه می‌شود فریب خورده است؛ مزرعه کاملاً ویرانه و نیازمند بازسازی است. از آنجا که او قبلاً شغل و آپارتمانش را رها کرده، تصمیم می‌گیرد با تمام توان مزرعه را احیا کند و بازی تمام می‌شود.
تفاوت‌های کلیدی با نسخه اصلی:
- شخصیت زن اصلی با طراحی و داستان مخصوص به خود
- هشت گزینه برای ازدواج (به جای شش گزینه در نسخه اصلی)
- بهبودهای گیم‌پلی و رفع برخی مشکلات نسخه قبلی
- مکانیک‌های بازی تقریباً مشابه نسخه اصلی، اما با تنظیمات بهتر
سایر ویژگی‌ها:
- سیستم کشاورزی، پرورش حیوانات و تعامل با روستاییان مانند نسخه اصلی
- امکان شرکت در جشنواره‌های فصلی و تقویت روابط
- اضافه شدن برخی آیتم‌ها و رویدادهای جدید مختص این نسخه
این بازی با حفظ چارچوب اصلی نسخه مردانه، تجربه‌ای تازه را با تمرکز بر شخصیت زن ارائه می‌دهد و طرفداران سری را با محتوای جدیدی راضی می‌کند.

## بازسازی
بازسازی سه بعدی این بازی با عنوان «استوری آو سیزنز: فرندز آو مینرال تاون» در تاریخ‌های مختلفی برای پلتفرم‌های گوناگون منتشر شد. در ابتدا این بازی برای کنسول نینتندو سوئیچ در ۱۷ اکتبر ۲۰۱۹ در ژاپن و تایوان عرضه شد. سپس در ۱۰ ژوئیه ۲۰۲۰ به اروپا و در ۱۴ ژوئیه ۲۰۲۰ به آمریکای شمالی رسید. نسخه ویندوز نیز همزمان با نسخه آمریکای شمالی در ۱۴ ژوئیه ۲۰۲۰ منتشر گردید.
سپس این بازی برای کنسول‌های دیگر نیز منتشر شد. برای ایکس‌باکس وان و پلی‌استیشن ۴، بازی ابتدا در ۱۵ اکتبر ۲۰۲۱ به اروپا و در ۲۶ اکتبر ۲۰۲۱ به آمریکای شمالی رسید. در ژاپن، نسخه ایکس‌باکس وان در ۲۷ اکتبر ۲۰۲۱ و نسخه پلی‌استیشن ۴ در ۲۵ نوامبر ۲۰۲۱ عرضه شد. این نسخه بازسازی شده با گرافیک سه بعدی جدید، همان حس و حال نسخه کلاسیک بازی را با کیفیتی بالاتر به بازیکنان ارائه می‌دهد.